# Linyi Xincun
Linyi Xincun (chiń. 临沂新村站) – stacja metra w Szanghaju, na linii 6. Zlokalizowana jest pomiędzy stacjami Shanghai Ertong Yixuezhongxin i Gaoke Xi Lu. Została otwarta 29 grudnia 2007.